# Акреуна
Акреуна (порт. Acreúna) — муниципалитет в Бразилии, входит в штат Гояс. Составная часть мезорегиона Юг штата Гойас. Входит в экономико-статистический микрорегион Вали-ду-Риу-дус-Бойс. Население составляет 19 986 человек на 2006 год. Занимает площадь 1565,989 км². Плотность населения — 13,7 чел./км².
Праздник города — 14 мая.

## Статистика
- Валовой внутренний продукт на 2003 год составляет 202 012 188,00 реалов (данные: Бразильский институт географии и статистики).
- Валовой внутренний продукт на душу населения на 2003 год составляет 10 101,62 реал (данные: Бразильский институт географии и статистики).
- Индекс развития человеческого потенциала на 2000 год составляет 0,763 (данные: Программа развития ООН).

## География
Климат местности: субтропический.